# Берчинац
Берчинац је насељено место у градској општини Црвени Крст на подручју града Ниша у Нишавском округу. Налази се у долини Топоничке реке, удаљено 12 км северозападно од центра Ниша. Према попису из 2022. било је 121 становника (према попису из 1991. било је 162 становника).

## Историја
Турски попис 1498. године га евидентира са 20 домова (7 самачких и 1 удовичким), 3 рајинске воденице које раде целе године и са дажбинама села од 3412 акче. Према турском попису нахије Ниш из 1516. године, место је било једно од 111 села нахије и носило је исти назив као данас, а имало је 25 кућа, 2 удовичка домаћинства, 5 самачка домаћинства.
Након деценија искушења у касном периоду турске владавине (после нишке буне 1841. године био је спаљен), ушао је у састав Србије као мало село. После ослобођења од Турака већина домаћинстава се домогла већих комплекса земље, али, осим на екстензивној земљорадњи, материјална егзистенција се у великој мери заснивала на сточарству, продаји шумског дрвета и воденичарству. Распадом породичних задруга и каснијим деобама поседи земље су уситњени. После Другог светског рата, нарочито после 1960/65. године, ојачале су тенденције напуштања пољопривреде, са исељавањем или оријентацијом на мешовиту привреду. Основни пољопривредни карактер села, међутим, и даље је задржан, премда, нарочито од 1970/75. године, са приличним бројем старачких домаћинстава. Од 1975/80. године појавила се и нова тенденција откупљивања земљишта за изградњу пољских кућа (викендица). Према пописним подацима из 1971. године, у селу су живела 33 пољопривредна, 16 мешовитих и 3 непољопривредна домаћинства.

## Саобраћај
До насеља се може доћи приградским линијама 32 ПАС Ниш - Чамурлија - Горња Топоница - Берчинац - Паљина - Миљковац - Вело Поље - Кравље и линијом 32Л ПАС Ниш - Чамурлија - Горња Топоница - Берчинац - Паљина - Миљковац - Вело Поље - Палиграце.

## Демографија
Крајем 19. века (1895) Берчинац је мало село са 19 домаћинстава и 115 становника. Године 1930. у њему је живело 28 домаћинстава и 163 становника.
У насељу Берчинац живи 94 пунолетних становника, а просечна старост становништва износи 49,9 година (48,0 код мушкараца и 51,3 код жена). У насељу има 51 домаћинство, а просечан број чланова по домаћинству је 2,37.
Ово насеље је великим делом насељено Србима (према попису из 2002. године), а у последња три пописа, примећен је пад у броју становника.
|  |

| Демографија | Демографија | Демографија |
| Година      | Становника  | Становника  |
| ----------- | ----------- | ----------- |
| 1948.       | 227         |             |
| 1953.       | 234         |             |
| 1961.       | 254         |             |
| 1971.       | 194         |             |
| 1981.       | 165         |             |
| 1991.       | 162         | 158         |
| 2002.       | 129         | 135         |
| 2011.       | 105         |             |
| 2022.       | 121         |             |

| Етнички састав према попису из 2002.‍ | Етнички састав према попису из 2002.‍ | Етнички састав према попису из 2002.‍ | Етнички састав према попису из 2002.‍ | Етнички састав према попису из 2002.‍ |
| ------------------------------------ | ------------------------------------ | ------------------------------------ | ------------------------------------ | ------------------------------------ |
|                                      |                                      |                                      |                                      |                                      |
| Срби                                 | Срби                                 |                                      | 128                                  | 99,22%                               |
| Хрвати                               | Хрвати                               |                                      | 1                                    | 0,77%                                |
| непознато                            | непознато                            |                                      | 0                                    | 0,0%                                 |

| Година пописа     | 1948. | 1953. | 1961. | 1971. | 1981. | 1991. | 2002. |
| ----------------- | ----- | ----- | ----- | ----- | ----- | ----- | ----- |
| Број домаћинстава | 39    | 48    | 56    | 52    | 54    | 59    | 51    |

| Број чланова      | 1  | 2  | 3 | 4 | 5 | 6 | 7 | 8 | 9 | 10 и више | Просек |
| ----------------- | -- | -- | - | - | - | - | - | - | - | --------- | ------ |
| Број домаћинстава | 15 | 18 | 4 | 6 | 6 | 2 | 0 | 0 | 0 | 0         | 2,53   |

| Пол    | Укупно | Неожењен/Неудата | Ожењен/Удата | Удовац/Удовица | Разведен/Разведена | Непознато |
| ------ | ------ | ---------------- | ------------ | -------------- | ------------------ | --------- |
| Мушки  | 56     | 13               | 35           | 7              | 1                  | 0         |
| Женски | 58     | 9                | 33           | 16             | 0                  | 0         |
| УКУПНО | 114    | 22               | 68           | 23             | 1                  | 0         |

| Пол    | Укупно                    | Пољопривреда, лов и шумарство | Рибарство                            | Вађење руде и камена | Прерађивачка индустрија       |
| ------ | ------------------------- | ----------------------------- | ------------------------------------ | -------------------- | ----------------------------- |
| Мушки  | 22                        | 4                             | 0                                    | 0                    | 5                             |
| Женски | 23                        | 4                             | 0                                    | 0                    | 4                             |
| УКУПНО | 45                        | 8                             | 0                                    | 0                    | 9                             |
| Пол    | Производња и снабдевање   | Грађевинарство                | Трговина                             | Хотели и ресторани   | Саобраћај, складиштење и везе |
| Мушки  | 0                         | 0                             | 2                                    | 1                    | 4                             |
| Женски | 0                         | 0                             | 2                                    | 1                    | 0                             |
| УКУПНО | 0                         | 0                             | 4                                    | 2                    | 4                             |
| Пол    | Финансијско посредовање   | Некретнине                    | Државна управа и одбрана             | Образовање           | Здравствени и социјални рад   |
| Мушки  | 0                         | 0                             | 0                                    | 1                    | 2                             |
| Женски | 1                         | 1                             | 0                                    | 3                    | 5                             |
| УКУПНО | 1                         | 1                             | 0                                    | 4                    | 7                             |
| Пол    | Остале услужне активности | Приватна домаћинства          | Екстериторијалне организације и тела | Непознато            | Непознато                     |
| Мушки  | 0                         | 0                             | 0                                    | 3                    | 3                             |
| Женски | 0                         | 0                             | 0                                    | 2                    | 2                             |
| УКУПНО | 0                         | 0                             | 0                                    | 5                    | 5                             |